# خلوصي آكار
خلوصي آكار (Hulusi Akar) (1952 - ). رئيس لجنة الدفاع الوطني في البرلمان التركي منذ يونيو 2023 ،  وقد فاز في الانتخابات البرلمانية عام 2023  نائباً عن قيصري ممثلاً لحزب العدالة والتنمية. 
وكان قبلها وزيرًا للدفاع التركي في حكومة رئيس الجمهورية أردوغان منذ 9 يوليو 2018 وحتى 3 يونيو 2023، ورئيس أركان الجيش التركي السابق منذ 7 أغسطس 2015 وحتى 9 يوليو 2018 ، وقد اختير خلفًا لرئيس الأركان الأسبق نجدت أوزيل. ولد أكار في مدينة قيصرية بتركيا عام 1952، وانضم إلى المدرسة العسكرية للقوات البرية عام 1972، وقد تولى مناصب عديدة في القوات البرية في الجيش التركي. في عام 2007 أصبح أكار قائدًا للقوات البرية التركية، وُرقيّ إلى رتبة فريق أول في عام 2011. وفي أغسطس 2015، اختار مجلس الشورى العسكري التركي الأعلى أكار رئيسًا لأركان الجيش التركي. لعب دورًا هامًا في إفشال المحاولة الانقلابية في عام 2016 على حكومة حزب العدالة والتنمية، وكُرّم في 25 أكتوبر 2018م بإطلاق اسمه على مسجد حديث في قيصرية افتتحه الرئيس التركي رجب طيب أردوغان.  

## حياته المبكرة ومهنته العسكرية
ولد في 12 مارس 1952 في قيصري. أكمل تعليمه الابتدائي والثانوي في قيصري. بدأ تعليمه الثانوي في مدرسة قيصري الثانوية، لكنه فُصل من المدرسة بسبب "إهانة" أحد المعلمين. لذلك، انتقل أكار إلى مدرسة قيصري سومر الثانوية وأكمل تعليمه الثانوي هناك.
وفي عام 1972، تخرج في كلية الحرب البرية، ثم من مدرسة المشاة في عام 1973.
خدم قائداً لفصيل وقائد سرية حتى عام 1980، في وحدات مختلفة داخل القوات البرية. أكمل في عام 1982 دراسته في أكاديمية الحرب البرية وأصبح ضابط أركان. تخرج في أكاديمية القوات المسلحة عام 1985 ومن كلية أركان القوات المسلحة الأمريكية عام 1987.
شغل منصب قائد سرية المقر في فوج المشاة السابع. عمل بعد ذلك مديراً لفرع اللوجستيات في فرقة المشاة الثانية عشرة، وضابط تخطيط في الأمانة العامة لهيئة الأركان العامة، ومحاضراً في أكاديمية الحرب البرية، وضابط استخبارات في مديرية الاستخبارات في قيادة قوات الحلفاء في جنوب أوروبا، وضابط تخطيط في الأمانة العامة لقيادة القوات البرية، ورئيساً لأركان الجنرال إسماعيل حقي كارادايي رئيس الأركان العامة بين عامي 1994 و1997، وقائداً لقوة المهام التركية في البوسنة والهرسك (1997-1998). رقي إلى رتبة عميد في عام 1998، وشغل بصفته عميداً منصب قائد لواء المشاة 51 للأمن الداخلي ورئيس قسم الخطط والمبادئ في قيادة قوات الحلفاء في جنوب أوروبا. وفي عام 2002، تمت رقي إلى رتبة لواء، وشغل منصب قائد مدرسة الحرب البرية وقائد أكاديمية الحرب البرية. وفي عام 2007، رُقي إلى رتبة فريق، وشغل بصفته فريقاً، منصب قائد القيادة اللوجستية للقوات البرية وقائد الفيلق الثالث.
وفي عام 2011، تمت ترقيته إلى رتبة لواء. رُقّي إلى رتبة فريق في عام 2011، وشغل منصب رئيس هيئة الأركان العامة بين عامي 2011 و2013. وفي أغسطس 2013، عُيّن قائداً للقوات البرية التركية. وهو الشخص الثاني بعد "جودت سوناي" الذي يتولى منصب قائد القوات البرية التركية دون أن يشغل منصب قائد الجيش. في بداية عام 2015، ذهب إلى واشنطن كقائد للقوات البرية التركية وتلقى وسام الاستحقاق لـ"مساهماته الاستثنائية" في حلف شمال الأطلسي من الجنرال ريموند أوديرنو، قائد القوات البرية الأمريكية، الذي أمر بوضع الكيس على رؤوس جنود القوات الخاصة التركية في السليمانية في 4 يوليو 2003.
وخلال فترة توليه رئاسة هيئة الأركان العامة تم تنفيذ عمليات تشوكور في الداخل في إطار "عملية مكافحة الإرهاب"، وعملية درع الفرات وعملية غصن الزيتون وعملية إدلب عبر الحدود.